# Anton Marty
Anton Marty (Svitto, 18 ottobre 1847 – Praga, 1º ottobre 1914) è stato un filosofo svizzero della Scuola di Brentano.

## Vita
Studiò sotto Franz Brentano a Würzburg (1866 - 1870). Ottenne il dottorato sotto Rudolf Hermann Lotze a Gottinga nel 1875 col suo scritto "Kritik der Theorien über den Sprachursprung" ("Critica delle Teorie riguardo all'Origine del Linguaggio"). Nello stesso anno divenne professore di filosofia alla Franz-Josephs-Universität di Černivci e poi nel 1880 ordinario a Praga.

## Teoria
Nella sua opera principale, "Untersuchungen zur Grundlegung der allgemeinen Grammatik und Sprachphilosophie", Marty sviluppò una teoria generale del linguaggio basata sulla psicologia descrittiva di Brentano. Questa teoria anticipò molti elementi successivamente introdotti nella filosofia analitica da Paul Grice, come la distinzione tra significato naturale e non-naturale (segni intenzionali e non-intenzionali in Marty).
Fino nei primi anni del XX secolo, Marty difese la posizione ortodossa di Brentano, ad esempio contro gli attacchi e le accuse di psicologismo da parte di Edmund Husserl e la nuova generazione di fenomenologi. Però successivamente le posizioni del tardo Brentano (nella fase del reismo) e di Marty si distanziarono, quando quest'ultimo si vide necessitato di accettare "Sachverhalte", cioè "stati di cose", nella sua ontologia.
Inoltre sulla base di ciò che Brentano, suo maestro, gli aveva insegnato, Marty, sviluppò la teoria dei Suggestivi. Egli, infatti, riprendendo Bretano, il quale aveva diviso in classi gli atti psichici dell'essere umano, sviluppò tre classi correlate di Suggestivi.
Poiché nell'atto comunicativo interumano all'espressione linguistica si correlano tanto gli atti psichici manifestati dal soggetto locutore quanto quelli suggeriti nel destinatario egli creò 3 classi di Suggestivi così divisi:
Suggestivi di Rappresentazione, Suggestivi di Giudizio, Suggestivi di Fenomeni di Interesse.
Marty e il suo discepolo Karl Bühler svilupparono una dettagliata teoria del linguaggio, la quale influenzò anche Adolf Reinach. Le teorie di Marty influenzarono anche esponenti della scuola di Lvov-Varsavia. Tra i suoi studenti figurarono Oskar Kraus e Alfred Kastil, rappresentanti del Brentanismo ortodosso.

## Opere
- Über den Ursprung der Sprache (1875)
- Die Frage nach der geschichtlichen Entwicklung des Farbensinnes (1879)
- "Über subjectlose Sätze und das Verhältnis der Grammatik zur Logik und Psychologie" (serie di 6 articoli) in Vierteljahresschrift für wissenschaftliche Philosophie (1884–95)
- Untersuchungen zur Grundlegung der allgemeinen Grammatik und Sprachphilosophie, Vol. I. (1908)
- Zur Sprachphilosophie. Die "logische", "lokalistische" und andere Kasustheorien (1910)
- Raum und Zeit (1916)

## Traduzioni
- Robin Rollinger, Philosophy of Language and Other Matters in the Work of Anton Marty: Analysis and Translations, Amsterdam, Rodopi, 2010